# Poříčí nad Sázavou (železniční zastávka)
Poříčí nad Sázavou je železniční zastávka (někdejší železniční stanice, později zastávka a nákladiště), která se nachází v obci Poříčí nad Sázavou v okrese Benešov ve Středočeském kraji v Česku. Zastávka je umístěna na neelektrizované jednokolejné trati číslo 210 Praha – Vrané nad Vltavou – Čerčany.

## Historie
Stavba stanice v Poříčí byla součástí 16 kilometrů dlouhého úseku z Čerčan do Požár (dnešní Prosečnice). Úsek byl v červenci 1895 zadán k výstavbě a zastávka byla dokončena za 15 měsíců. K slavnostnímu předání do provozu došlo 18. ledna 1897, kdy tudy projel první vlak s cestujícími. Tehdejší stanice se dvěma průběžnými kolejemi byla ve 20. letech 20. století změněna na nákladiště a zastávku. Druhá průběžná kolej pak byla v 60. letech 20. století upravena na kusou kolej. Nákladiště bylo zrušeno roku 2007 snesením výhybky č. 1 a navazující kusé koleje.

## Popis
Nachází se zde jedno nástupiště. Zastávka nezajišťuje možnost zakoupení jízdenky a odbavení cestujících se provádí ve vlaku nebo pomocí online aplikací. Zastávka nemá bezbariérový přístup, ani přístřešek proti povětrnostním vlivům.

## Fotogalerie

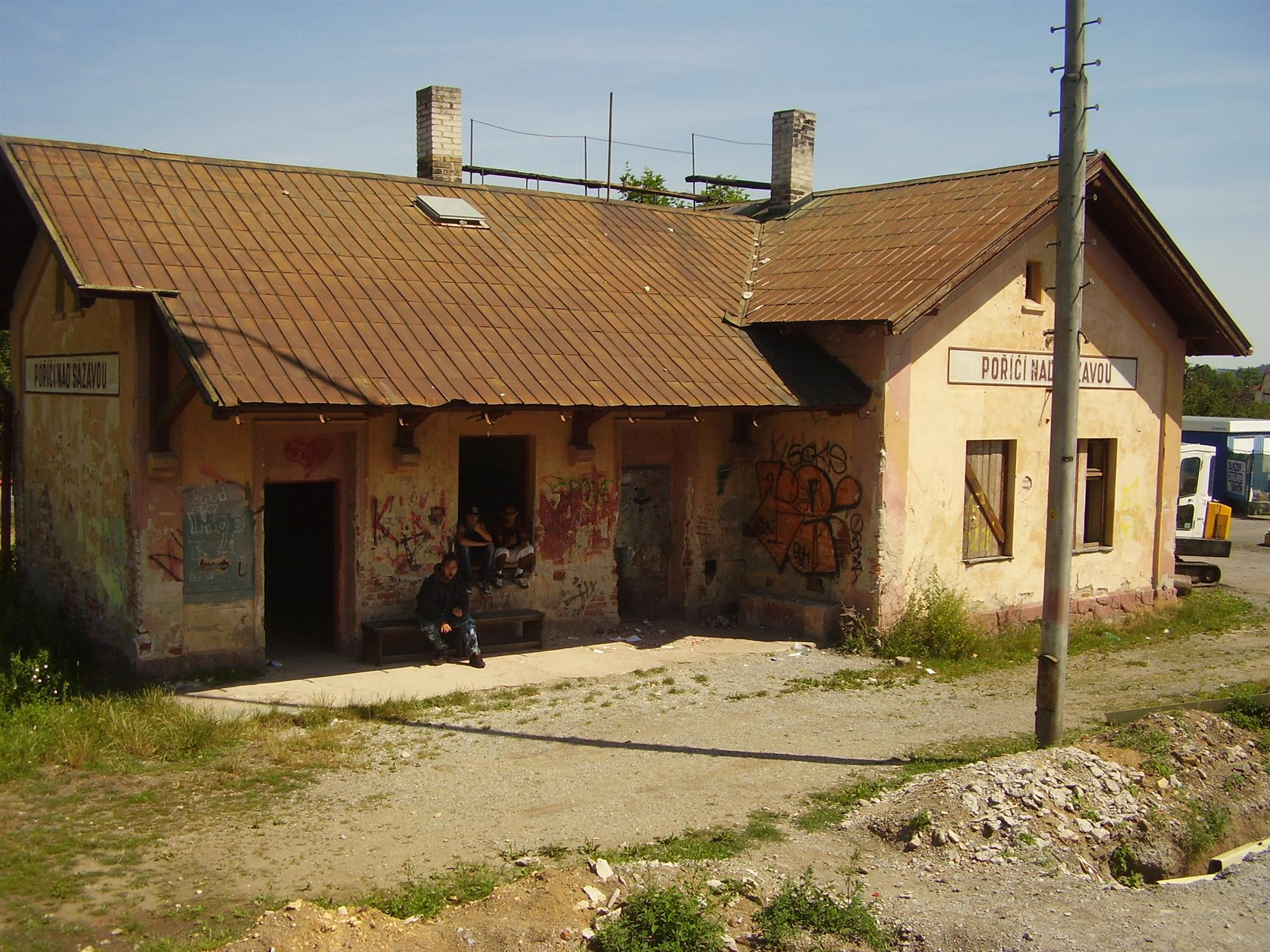
Původní budova zastávky
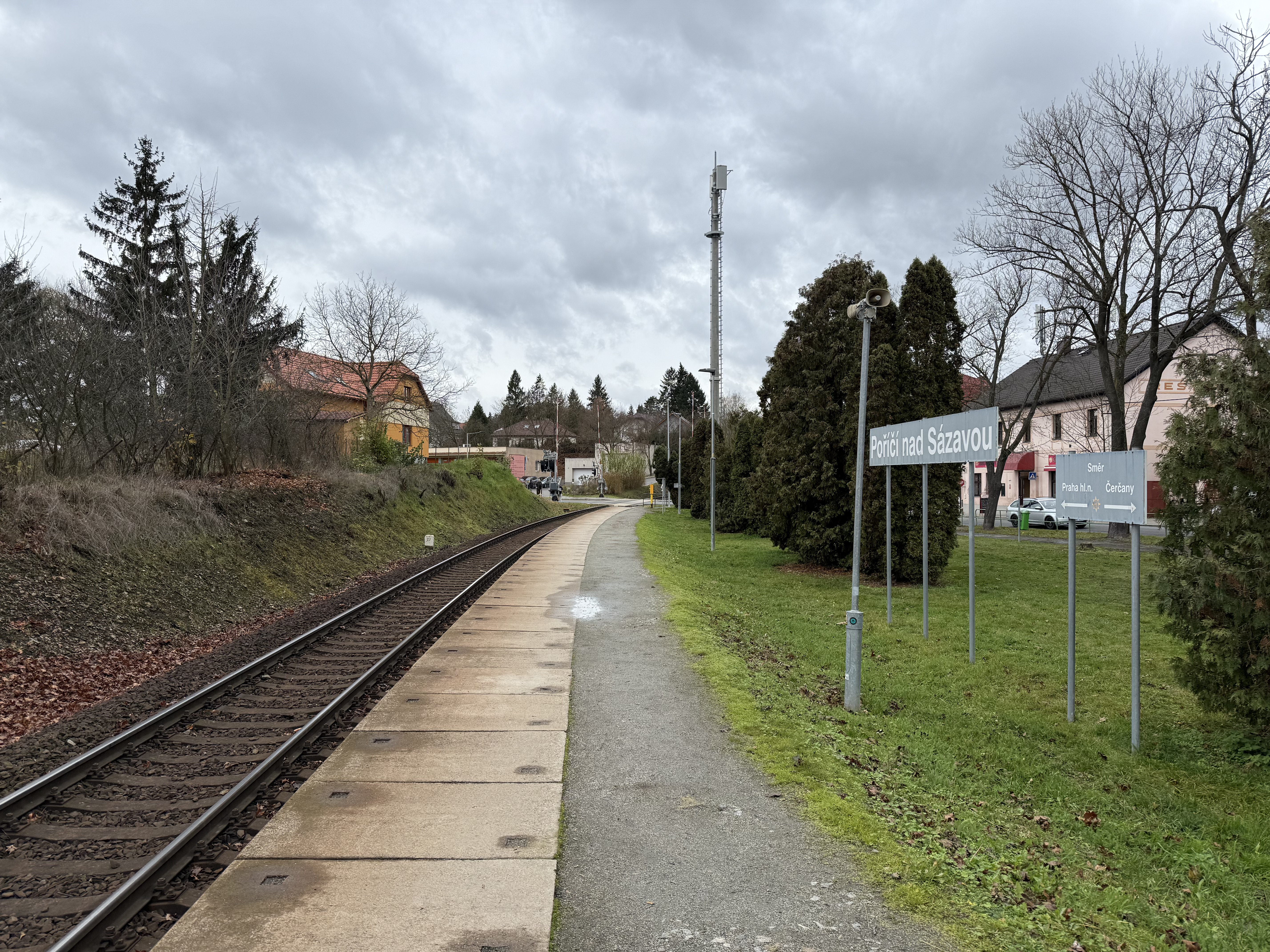
Nástupiště